# Begegnungszone

Verkehrszeichen der Begegnungszone in der Schweiz (Signal 2.59.5)

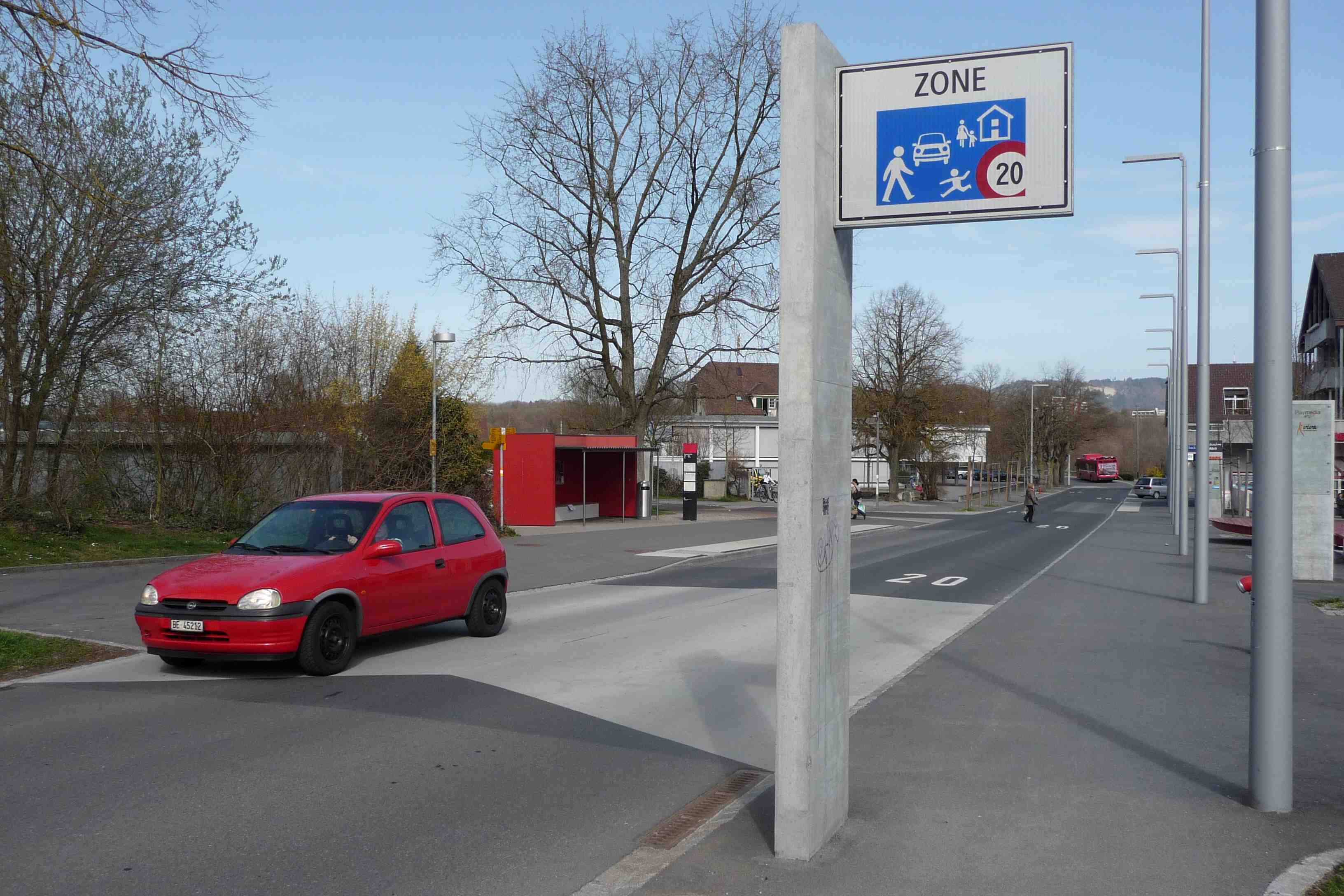
Begegnungszone in Bremgarten bei Bern

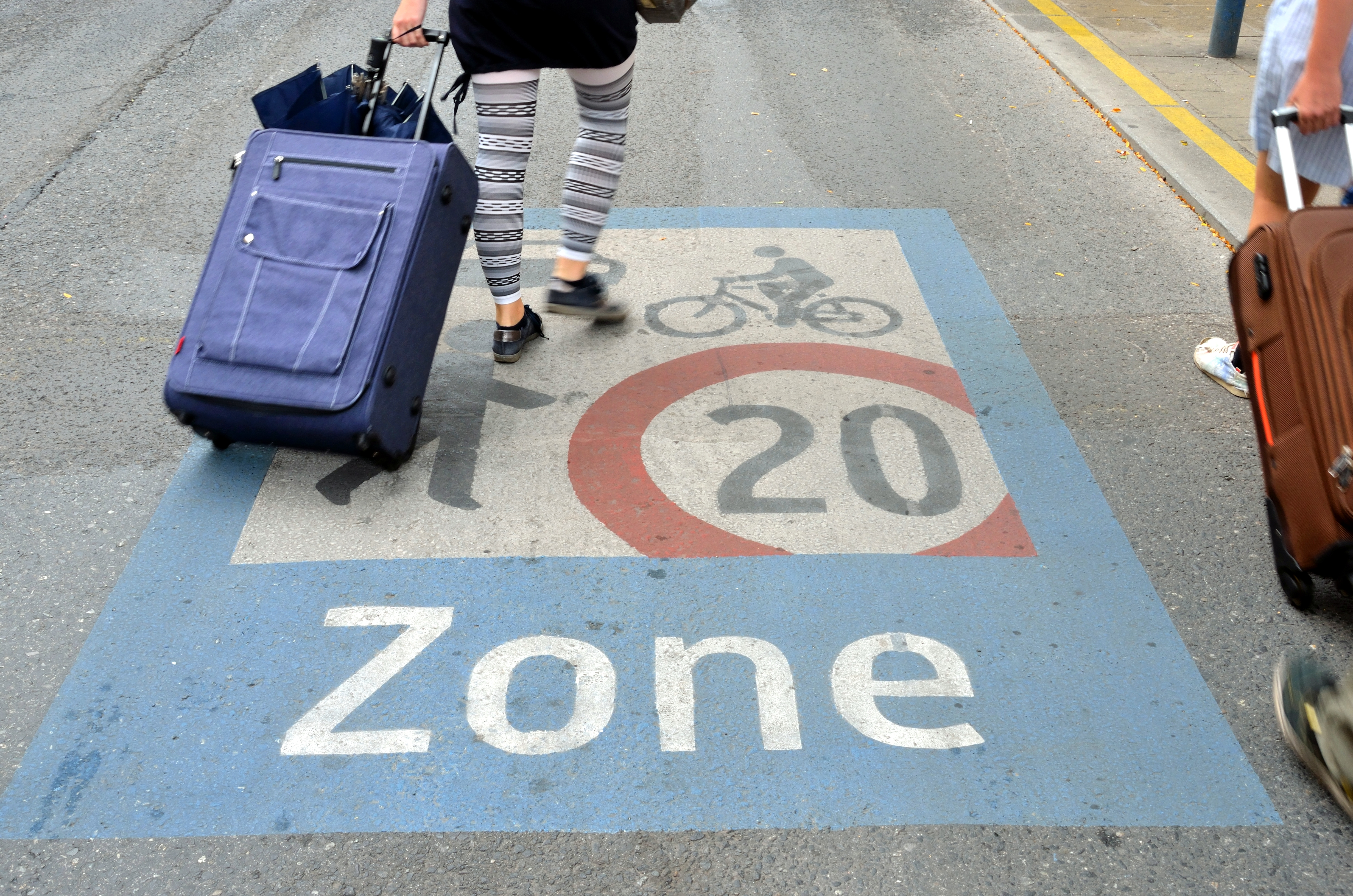
Begegnungszone Innere Mariahilfer Straße, Wien

Eine Begegnungszone ist eine Form der Verkehrsberuhigung, in der Fußgänger gegenüber Fahrzeugführern vortrittsberechtigt sind. Sie wurde ursprünglich in der Schweiz, inzwischen aber auch in anderen Ländern wie Belgien, Österreich, Frankreich und Luxemburg eingeführt. Sie zielt auf eine Steigerung der Straßenraumattraktivität und eine Erhöhung der Verkehrssicherheit ab, indem die Wohn- und Geschäftsnutzung gegenüber der Verkehrsfunktion stärker gewichtet und die Aufenthalts- und Verkehrsbedingungen für den langsamen Verkehr verbessert werden.
Die Einsatzbereiche sind vielfältig und umfassen hauptsächlich Bahnhofsvorplätze, Innenstadt- und Schulbereiche, Wohn- und zentrale Geschäftsquartiere sowie zentrale Plätze oder Kreuzungen mit hohem Fußgänger- und Fahrradverkehrsaufkommen. Der vielseitige Anwendungsbereich ist eine Innovation auf dem Gebiet der Verkehrsberuhigung und unterscheidet die Begegnungszone vom verkehrsberuhigten Bereich in Deutschland, der abweichende Verkehrsregeln aufweist und in der Anwendung auf Wohngebiete und Gebiete mit geringem Verkehrsaufkommen beschränkt ist.

## Verbreitung
- In der Schweiz ist das Konzept seit dem 1. Januar 2002 in der Signalisationsverordnung geregelt.[3]
- In Belgien (seit 2004) und in Frankreich (seit 2008) existiert das Verkehrskonzept als Zone de rencontre. So wird es auch im französischsprachigen Teil der Schweiz bezeichnet.
- In Österreich wurde am 31. Januar 2013 vom Nationalrat eine Novelle der Straßenverkehrsordnung beschlossen, welche die Schaffung von Begegnungszonen ermöglicht.[4]
- In Deutschland gibt es bisher nur den Verkehrsberuhigten Bereich und den Verkehrsberuhigten Geschäftsbereich, die sich beide in wesentlichen Punkten von der Begegnungszone unterscheiden: Im Verkehrsberuhigten Bereich darf nur mit Schrittgeschwindigkeit gefahren werden, während die Begegnungszone Tempo 20 erlauben würde; bei beiden sind Fußgänger bevorrechtigt.[5][6][7] Im Verkehrsberuhigten Geschäftsbereich gelten zwar höhere Geschwindigkeiten (z. B. als Tempo-20-Zone), jedoch haben Fußgänger keinen Vorrang und teilen auch allgemein nicht die Verkehrsfläche mit Fahrzeugen. Ein Beispiel für ein solches Projekt ist die Maaßenstraße in Berlin-Schöneberg. Die Realisierung des Projekt begann 2015. Es soll in einer zweiten Stufe („Begegnungszone 2.0“) mit einer starken Bürgerbeteiligung weiter entwickelt werden.[8]

## Nationales

### Schweiz
In der Schweiz gilt laut Art. 22b der Schweizer Signalisationsverordnung (SSV):
- Das Signal „Begegnungszone“ (2.59.5) kennzeichnet Straßen in Wohn- oder Geschäftsbereichen, auf denen die Fussgänger und Benützer von fahrzeugähnlichen Geräten die ganze Verkehrsflächen benützen dürfen. Sie sind gegenüber den Fahrzeugführern vortrittsberechtigt, dürfen jedoch die Fahrzeuge nicht unnötig behindern.
- Die Höchstgeschwindigkeit beträgt 20 km/h.
- Das Parkieren ist nur an den durch Signale oder Markierungen gekennzeichneten Stellen erlaubt. Für das Abstellen von Fahrrädern gelten die allgemeinen Vorschriften über das Parkieren.

Die Anforderungen an die Umgestaltung sind relativ gering: Zwingend vorgeschrieben ist u. a., dass durch Tore oder torähnliche Situationen der Übergang in die Begegnungszone verdeutlicht wird. Darüber hinaus muss in der Begegnungszone konsequent auf die Anlage von Fussgängerstreifen verzichtet werden. Kantone und Gemeinden haben bei der Anordnung von flankierenden Maßnahmen zur Verkehrsberuhigung größtmögliche Freiheiten. Nach spätestens einem Jahr sind die realisierten Maßnahmen von den Kantonen auf ihre Wirksamkeit zu überprüfen. Zu wenig wirksame Maßnahmen müssen nachgebessert werden.

Verkehrszeichen Schweiz 3.11: „Wohnstrasse“ (bis 2001)
3.12: „Ende der Wohnstrasse“ (bis 2001)
2.59.5: „Begegnungszone“ (seit 2002)
2.59.6: „Ende der Begegnungszone“ (seit 2002)

#### Entwicklung in der Schweiz
In den 1980er Jahren wurden in der Schweiz nach niederländischem Vorbild Wohnstrassen eingerichtet (vgl. Woonerf). Die Auflagen für die Umsetzung einer Wohnstrasse waren wesentlich strenger als heute bei der Begegnungszone: Die aufwendigen baulichen Maßnahmen zur Aufwertung der Lebens- und Aufenthaltsqualität waren in der Regel sehr kostenintensiv und der notwendige Prozess bis zur Bewilligung sehr langwierig. Das Verkehrsschild entsprach etwa dem heutigen Schild der Begegnungszone, jedoch ohne die Höchstgeschwindigkeit in der unteren rechten Ecke. 1995 wurde in Burgdorf ein Versuch einer vereinfachten Wohnstrasse unter dem Namen Flanierzone eingerichtet. Mit dem Erfolg der Flanierzone wurde der Name 2001 in Begegnungszone geändert und 2002 wurde das Konzept offiziell eingeführt. Innerhalb der nächsten 20 Jahre wurden nahezu 1000 Begegnungszonen realisiert, insbesondere in den Städten Zürich und Bern.

### Österreich
Schon länger gibt es in Österreich die Fußgängerzone (§53 9a/b StVO) und die Wohnstraße (§53 9c/d StVO).
Mit der Novelle der Straßenverkehrsordnung wurde 2013 die Begegnungszone (§53 9e/f StVO) eingeführt.
Im Gegensatz zu anderen EU-Ländern sind in Österreich die Fußgänger nicht vorrangberechtigt, sondern den anderen Verkehrsmitteln ebenbürtig.
Detailliert heißt es folgendermaßen:

„Zufußgehende dürfen die gesamte Fahrbahn benützen. Sie dürfen den Fahrzeugverkehr jedoch nicht mutwillig behindern“

Zudem gilt für Fahrzeuge:

„FahrzeuglenkerInnen dürfen andere VerkehrsteilnehmerInnen wie FußgängerInnen oder RadfahrerInnen weder gefährden noch behindern. Sie haben von ortsgebundenen Gegenständen oder Einrichtungen einen der Verkehrssicherheit entsprechenden seitlichen Abstand einzuhalten“

Grundsätzlich gilt in Begegnungszonen Tempo 20. Allerdings sieht das österreichische Gesetz Ausnahmen vor, insbesondere wenn es der „Leichtigkeit und Flüssigkeit des Verkehrs dient und aus Gründen der Sicherheit des Verkehrs keine Bedenken dagegen bestehen“. Unter Berücksichtigung dessen dürfen Begegnungszonen mit 30 km/h Höchstgeschwindigkeit errichtet werden. Weiters ist Parken nur auf gekennzeichneten Flächen erlaubt.
In Österreich wird grundsätzlich zwischen drei verschiedenen baulichen Typen von Begegnungszonen unterschieden (FSV 2014, 2f):
- Straßen: Straßen mit hohem Fußgängeraufkommen und zusätzlich hohem Querungsbedarf sind der häufigste Typ.
- Plätze: Zentrale Plätze oder Plätze vor publikumsintensiven Einrichtungen (Bahnhöfe etc.) sind vor allem stadtplanerisch interessant. Eine verbesserte Zentrumswirkung kann durch Begegnungszonen erreicht werden. Besonders empfehlenswert ist eine Begegnungszone, wenn eine Trennung der einzelnen Verkehrsarten nicht möglich ist.
- Straßen mit schmalem Querschnitt: Dieser Typ wird von der FSV empfohlen, wenn die Gesamtbreite des Straßenquerschnitts es nicht zulässt, für alle Verkehrsteilnehmer Flächen mit entsprechender Breite bereitzustellen. Dies dient vor allem zur rechtlichen Absicherung von Fußgehern.

§53 9e: Begegnungszone
§53 9f: Ende einer Begegnungszone
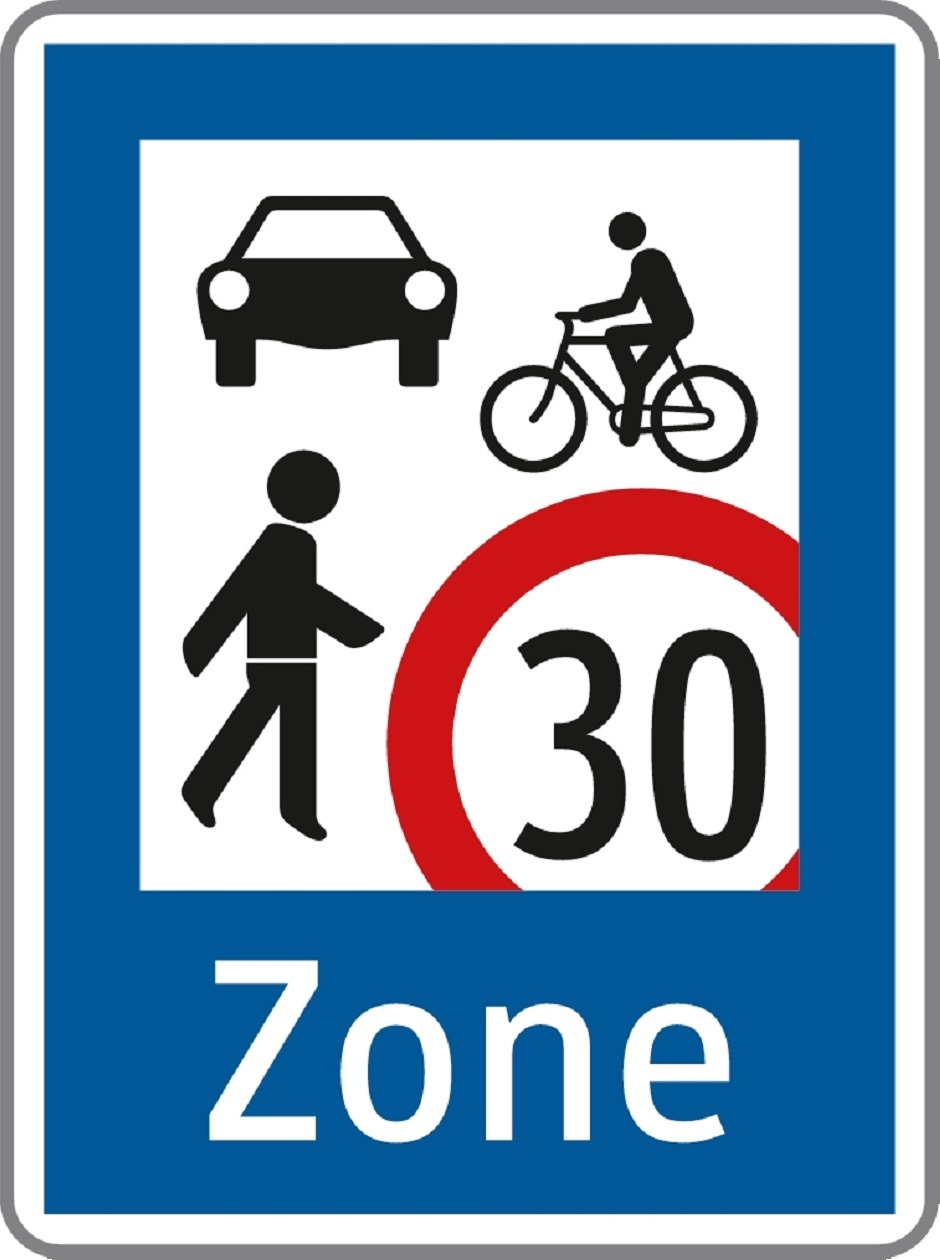
§53 9e: Begegnungszone "30"

#### Entwicklung in Österreich

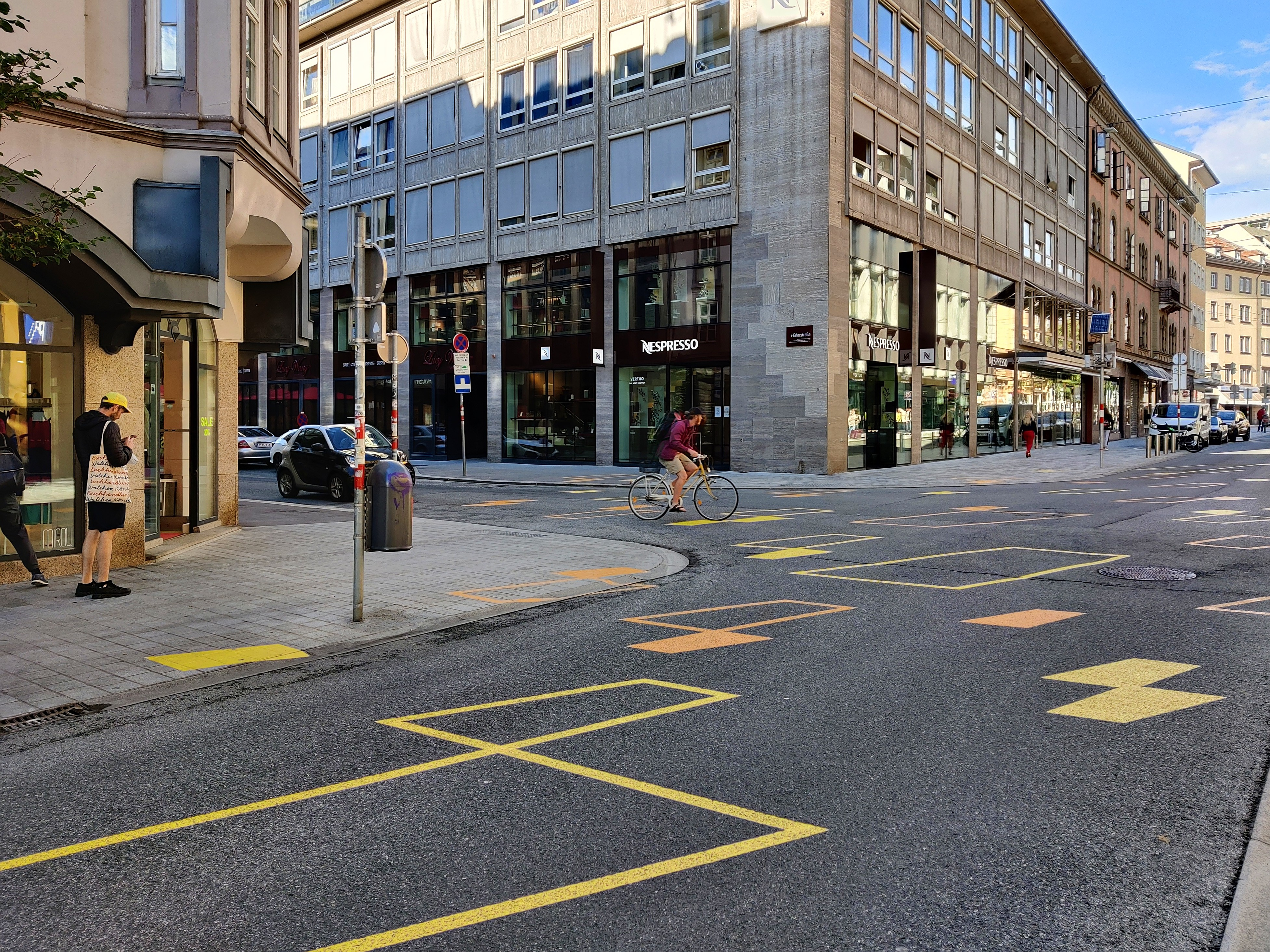
Begegnungszone in der Meraner Straße in Innsbruck

Vor der straßenverkehrsrechtlichen Einführung der Begegnungszone 2013 entstanden ab 2009 etwa ein Dutzend Pilotprojekte, darunter in Graz und Villach.
In Oberösterreich geht die Entwicklung aber bereits auf das Jahr 1995 zurück, konkret auf einen Konflikt über die Verkehrsberuhigung in einem Teil der Innenstadt von Freistadt. Basis der Entwicklung der österreichischen Variante der Begegnungszonen waren Ergebnisse von Befragungen, die von der Wirtschaftskammer Oberösterreich gemeinsam und im Einvernehmen mit den jeweiligen Gemeinden durchgeführt wurden.
Bei dieser und bei weiteren Befragungen stellte sich heraus, dass die bestehenden Verkehrsregelungen (Fußgängerzone, Wohnstraße) nicht den Wünschen vor allem der anrainenden Bevölkerung und Unternehmerschaft entsprachen: Was soll erlaubt und was soll verboten sein?
Nach jahrelangen wiederholten gleichartigen Problematiken starteten das Land Oberösterreich und die Wirtschaftskammer Oberösterreich unter dem Titel „Zentrumszone“ Pilotprojekte in mehreren Gemeinden (Freistadt, Unterach am Attersee, Ottensheim). Weitere Gemeinden und Teile von Städten folgten (Enns, Linz-Landstraße).
Gleichzeitig wurde aus Oberösterreich auf breiter politischer und sozialpartnerschaftlicher Basis an das damalige Bundesministerium für Verkehr, Innovation und Technologie der Antrag zur Einführung einer neuen Verkehrsregelung in der StVO gestellt – mit detaillierten Vorschlägen zur Änderung der einzelnen Bestimmungen in der StVO und detaillierten Vorteil/Nachteil-Vergleichen der bestehenden anderen Verkehrsregelungen (Fußgängerzone, Wohnstraße, 30 km/h-Zone). Dieser breite Vorstoß aus Oberösterreich führte letztlich zur rechtlichen Einführung der Begegnungszonen in der StVO.
Nach Einführung der Begegnungszone in der StVO wurden die Pilotprojekte der „Zentrumszonen“ in reguläre Begegnungszonen übergeführt.
Erste Begegnungszone aller drei Typen gemischt als zu schmaler Dorfplatz mit Durchzugstraße war die Ortsdurchfahrt der L103 durch Thalgau (Koexistenzzone 2012, von der Bad Architects Group geplant).
Siehe auch: Liste der Shared-Space-Projekte: Österreich
Im Anschluss an die Novelle der Straßenverkehrsordnung wurden in Österreich ab 2013 in mehreren weiteren Städten Begegnungszonen umgesetzt, unter anderem in der Mariahilfer Straße in Wien. Seit Oktober 2015 ist die Schleifmühlbrücke, die den Wiener Naschmarkt quert, niveaugleiche Begegnungszone und bleibt somit auch für Pkw als Verbindung bei Tempo 20 erhalten.
Der Verein Walk-space.at listet auf seiner Webseite 71 Projekte in Österreich auf (Stand August 2019).

#### Praxis
In der Praxis zeigt es sich, dass die in der Begegnungszone geltenden Regeln insbesondere von vielen Autofahrern nicht eingehalten werden (wie auch in der Wohnstraße). Ohne Detailwissen ist es aus dem Verkehrszeichen nicht erkennbar, dass nur auf gekennzeichneten Flächen geparkt werden darf. Weiters wird häufig die Geschwindigkeit überschritten. Mit ein Grund für die Regelverstöße ist aber auch, dass sich viele Begegnungszonen hinsichtlich der Straßenraumgestaltung nicht von herkömmlichen Straßen unterscheiden, dem Lenker eines Kraftfahrzeuges müsse durch eine bauliche Umgestaltung verdeutlicht werden, dass in dieser Straße andere Regeln gelten.

### Deutschland
Die Verkehrsministerkonferenz hat am 15./16. April 2021 das Bundesverkehrsministerium gebeten, die Vorschläge der Ad-hoc-Arbeitsgruppe Fußverkehrspolitik der Verkehrsministerkonferenz zu prüfen und im Rahmen einer zeitnahen Novellierung des Rechtsrahmens ggf. zu berücksichtigen. In den Vorschlägen der Ad-hoc-Arbeitsgruppe ist die Einführung einer Begegnungszone enthalten, welche sich an der österreichischen Regelung orientiert (Punkt 16). Im Koalitionsvertrag des Kabinett Scholz für die Legislaturperiode 2021 bis 2025 ist das Thema entgegen dem Beschluss der Verkehrsministerkonferenz nicht berücksichtigt.